# Keld Heick
Keld Arne Heick (født 24. februar 1946 på Frederiksberg) er en dansk sanger, komponist, sangtekstforfatter og guitarist.
I 1966 grundlagde han orkestret The Donkeys (senere kendt som Keld & The Donkeys), der spillede pigtrådsmusik. Keld & The Donkeys fik deres folkelige gennembrud med dansktop-hits som "Ved landsbyens gadekær" (1966) og "Vi skal gå hånd i hånd" (1968). Keld & The Donkeys spillede deres sidste koncert nytårsaften 1980.
Sammen med sin kone Hilda Heick har han siden 1981 turneret landet rundt med tusindvis af optrædener. Allerede i 1976 indspillede de sangen "Do You Speak English", som var Hildas debut som sangerinde, men først den 6. februar 1981 spillede de første gang sammen på Pejsegården i Brædstrup. De har en lang række pladeindspilninger bag sig og har også optrådt sammen i revy. Keld & Hilda har deltaget fire gange ved Dansk Melodi Grand Prix, senest i 1992 da duoen deltog sammen med gruppen Sweethearts under navnet Sweet Keld & The Hilda Hearts med sangen "Det vil vi da blæse på". Keld & Hilda Heick har modtaget to danske Grammy'er for Årets dansktop udgivelse, for Lige i øjet (1994) og Hatten af (1995).
I årene 1993–98 var parret chef for Nykøbing Falster Revyen.
Keld Heick var i perioden 1998–2002 vært på DR1-programmet Musikbutikken, der ved sin nedlæggelse omkring 600.000 ugentlige seere.
Som sangskriver har Keld Heick skrevet adskillige tekster inden for dansktop- og schlagergenren, oftest oversættelser af svenske og tyske sange. Han har ifølge Koda registreret mere end 933 værker. Selv mener Keld Heick, at han har skrevet "et godt stykke over 2000" sangtekster. Han regnes for én af de mest flittige danske sangtekstforfattere sammen med Fini Jaworski og afdøde Thøger Olesen. Keld Heick har vundet det danske Melodi Grand Prix ni gange som sangskriver; første gang i 1979 med Tommy Seebachs "Disco Tango", og senest i 1996 med Martin Loft og Dorthe Andersens "Kun med dig", som samtidig blev Heicks sidste bidrag til Grand Prix'et. Han har desuden været vært ved Grand Prix'et i 1993, 1999 og 2001.
Keld Heick blev uddannet folkeskolelærer i 1969 på Zahles Seminarium. Keld og Hilda Heick blev gift den 24. august 1968. I folkeskolen gik de i 2. og 3. klasse sammen, og mødte senere hinanden i teenageårene hvor de blev kærester i 1961. Sammen har de datteren Annette Heick, født 1971, der er skuespiller, sanger og vært for en række tv-programmer.

## Dansk Melodi Grand Prix
Da Danmarks Radio i 1978 relancerede Dansk Melodi Grand Prix efter en pause på 12 år, startede en epoke for Keld Heick med mange år med tilknytning til showet. Allerede i 1978 var han med som tekstforfatter på Grethe Ingmanns "Eventyr" og det blev begyndelsen på en lang række medvirkener som både tekstforfatter, deltager og endog vært for Grand Prix'et i 1993 ,1999 og 2001.

### Medvirken i Dansk Melodi Grand Prix
| År   | Type            | Sangtitel                       | Udøver                         | Placering |
| ---- | --------------- | ------------------------------- | ------------------------------ | --------- |
| 1978 | Tekstforfatter  | “Eventyr”                       | Grethe Ingmann                 | 5         |
| 1979 | Tekstforfatter  | “Disco Tango”                   | Tommy Seebach                  | 1         |
| 1980 | Tekstforfatter  | “Bye Bye”                       | Lecia & Lucienne               | 7         |
| 1981 | Tekstforfatter  | “Krøller eller ej”              | Tommy Seebach & Debbie Cameron | 1         |
| 1982 | Tekstforfatter  | “Hip hurra det' min fødselsdag” | Tommy Seebach                  | 2         |
| 1983 | Tekstforfatter  | “Og livet går”                  | Kirsten Siggaard & Sir Henry   | 7         |
| 1984 | Tekstforfatter  | “Pyjamas for to”                | Tommy Seebach                  | 4         |
| 1984 | Tekstforfatter  | “Det' lige det”                 | Hot Eyes                       | 1         |
| 1985 | Tekstforfatter  | “Det' det jeg altid har sagt”   | Tommy Seebach                  | 2         |
| 1985 | Tekstforfatter  | “Sku' du spørge fra no'en”      | Hot Eyes                       | 1         |
| 1985 | Tekstforfatter  | “Ved du, hva' du sku”           | Trax                           | 3         |
| 1986 | Deltager, Tekst | “Mirakler”                      | Keld & Hilda                   | 5         |
| 1986 | Tekstforfatter  | “Sig det som det er”            | Hot Eyes                       | 4         |
| 1986 | Tekstforfatter  | “Vil du med”                    | Birthe Kjær                    | 2         |
| 1987 | Tekstforfatter  | “Farvel og tak”                 | Hot Eyes                       | 5         |
| 1987 | Deltager, Tekst | “Ha' det godt”                  | Keld & Hilda                   | 6         |
| 1987 | Tekstforfatter  | “Hva' er du ude på”             | Birthe Kjær                    | 2         |
| 1987 | Tekstforfatter  | “Det' gratis”                   | Tommy Seebach                  | 4         |
| 1988 | Tekstforfatter  | “Ka' du se hva' jeg sa'”        | Hot Eyes                       | 1         |
| 1988 | Tekstforfatter  | “Det' okay”'                    | Henriette Lykke                | 3         |
| 1989 | Tekstforfatter  | “Vi maler byen rød”             | Birthe Kjær                    | 1         |
| 1989 | Deltager, Tekst | “Sommerregn”                    | Keld & Hilda                   | 7         |
| 1989 | Tekstforfatter  | “Endnu en nat”                  | Gry Johansen                   | 6         |
| 1990 | Tekstforfatter  | “Hallo hallo”'                  | Lonnie Devantier               | 1         |
| 1990 | Tekstforfatter  | “Kender du typen”               | Käte & Per                     | 5         |
| 1991 | Tekstforfatter  | “Din musik min musik”           | Birthe Kjær                    | 3         |
| 1991 | Tekstforfatter  | “Casino”                        | Pernille Petterson             | 5         |
| 1991 | Tekstforfatter  | “Du er musikken i mit liv”'     | Annette Heick & Egil Eldøen    | 4         |
| 1992 | Deltager, tekst | “Det vil vi da blæse på”        | Sweet Keld & the Hilda Hearts  | 5         |
| 1993 | Vært            | -                               | -                              | -         |
| 1993 | Tekstforfatter  | “Under stjernerne på himlen”    | Tommy Seebach                  | 1         |
| 1996 | Tekstforfatter  | “Kun med dig”                   | Martin Loft & Dorthe Andersen  | 1         |
| 1999 | Vært            | -                               | -                              | -         |
| 2001 | Vært            | -                               | -                              | -         |